# París-Roubaix 1956
La 54.ª edición de la París-Roubaix tuvo lugar el 8 de abril de 1956 y fue ganada por el francés Louison Bobet. 

## Clasificación final
| Posición | Ciclista            | Equipo                            | Tiempo     |
| -------- | ------------------- | --------------------------------- | ---------- |
| 1        | Louison Bobet       | Bobet-BP-Hutchinson               | 6h 01' 26" |
| 2        | Alfred de Bruyne    | Mercier-BP-Hutchinson             | m. t.      |
| 3        | Jean Forestier      | Follis-Dunlop                     | m. t.      |
| 4        | Rik van Steenbergen | Elvé-Peugeot                      | m. t.      |
| 5        | Bernard Gauthier    | Mercier-BP-Hutchinson             | m. t.      |
| 6        | Nello Lauredi       | Helyett-Potin                     | m. t.      |
| 7        | Germain Derijcke    | Van Hauwaert-Faema-Guerra         | + 53"      |
| 8        | André Vlaeyen       | Elvé-Peugeot                      | m. t.      |
| 9        | Jean Robic          | Essor                             | m. t.      |
| 10       | Gilbert Bauvin      | Saint-Raphaël-R. Geminiani-Dunlop | m. t.      |